# Philoscirtus cordipennis
Philoscirtus cordipennis är en insektsart som beskrevs av Karsch 1896. Philoscirtus cordipennis ingår i släktet Philoscirtus och familjen vårtbitare. Inga underarter finns listade i Catalogue of Life.